# Кызылкия (Туркестанская область)
Кызылкия (каз. Қызылқия, до 1999 г. — Новостройка) — село в Казыгуртском районе Туркестанской области Казахстана. Входит в состав Кызылкиянского сельского округа. Код КАТО — 514047300.

## Население
В 1999 году население села составляло 4078 человек (2079 мужчин и 1999 женщин). По данным переписи 2009 года, в селе проживали 3892 человека (1979 мужчин и 1913 женщин).